# Orhem
Orhem är en stadsdel i Söderort inom Stockholms kommun. Stadsdelen gränsar till Flaten, Skarpnäcks gård och Sköndal. Området ligger norr om Drevviken och större delen består av natur som numera ingår i Flatens naturreservat.

## Historik
Namnet Orhem nämns första gången år 1409, och syftade då på ett torp som troligen låg på den plats där Orhems gård ligger idag. Gårdens huvudbyggnad uppfördes på 1700-talet men har bytt karaktär under årens lopp. Stockholms stad köpte gården år 1913. Mellan 1935 och 1968 fungerade gården som en koloni för tuberkulossjuka barn. Staden har senare även använt gården som behandlingskollektiv och stödboende för missbrukare.
Permanent boende finns bara i Orhems gård och i före detta Gebers konvalescenthem, som sedan 1997 är omgjort till en bostadsförening för ekologiskt kollektivboende. Gebers grundades efter en donation i bankiren Martin Gebers testamente. Konvalescenthemmet invigdes år 1936. Den nuvarande bostadsföreningen utgör statistiskt en av Stockholms kommuns två småorter (Geber) med 80 invånare (2005). Den andra småorten i Stockholm är Lambarö.

## Koloniträdgårdar
I området ligger flera koloniträdgårdar, som delvis ersatte tidigare koloniområden i Kärrtorp och Svedmyra. En del av stugorna flyttades hit från äldre områden närmare Stockholm när marken behövdes för andra ändamål.
- Orhems koloniträdgårdsförening har 146 lotter, koloniområdet anlades åren 1949-1950.
- Odlarens koloniområde anlades 1952 och har 114 lotter som sträcker sig längs Orhemsvägens södra sida.
- Listuddens koloniträdgårdsområde med sina 317 lotter är störst och ligger längs Orhemsvägens norra sida. Det är anlagt 1944 och har sitt namn efter torpet Listudden.
- Ekens koloniområde är det minsta, det anlades 1953 och har 78 lotter.

### Bilder, koloniträdgårdar

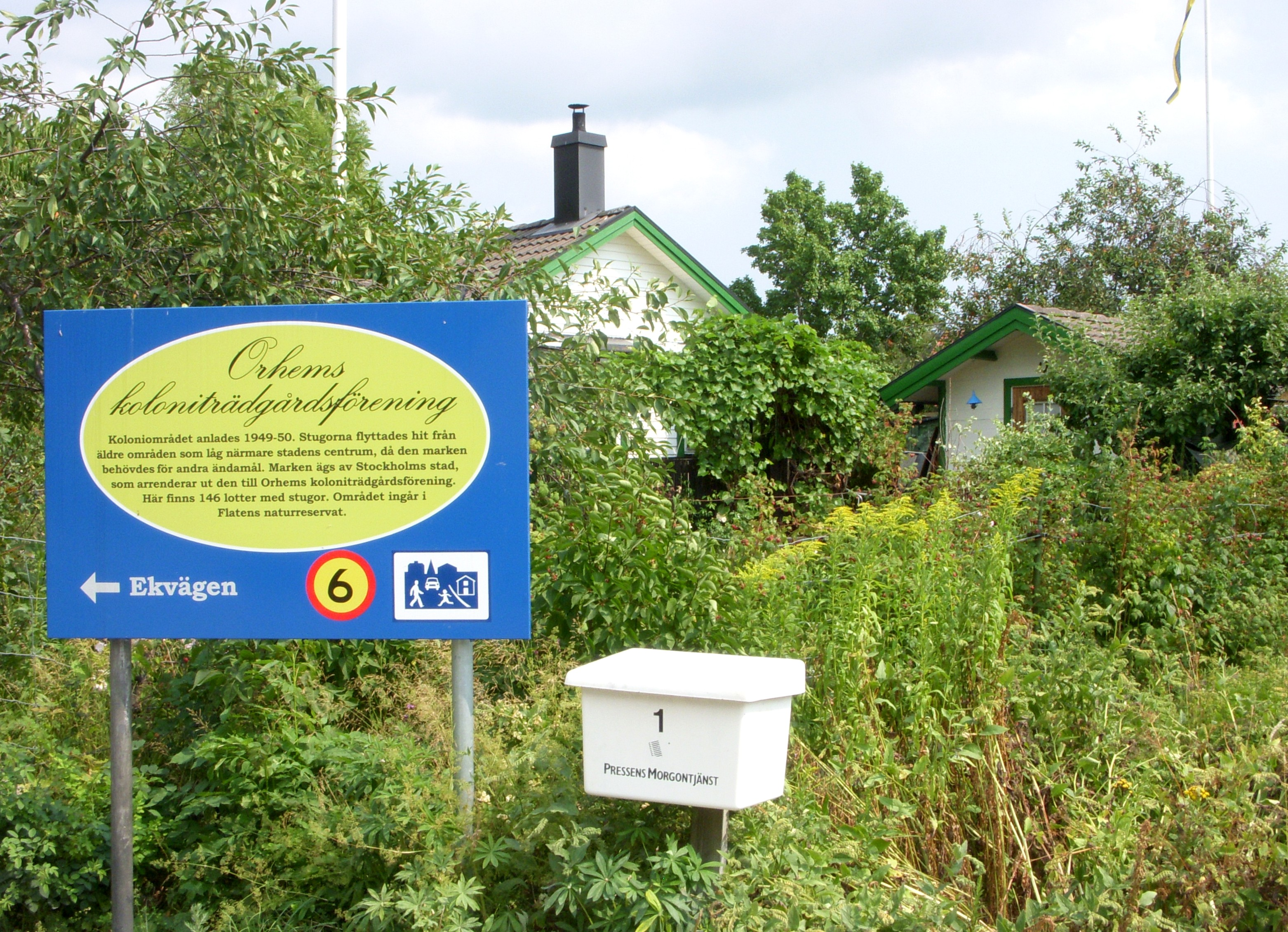
Orhems koloniträdgårdsförening.
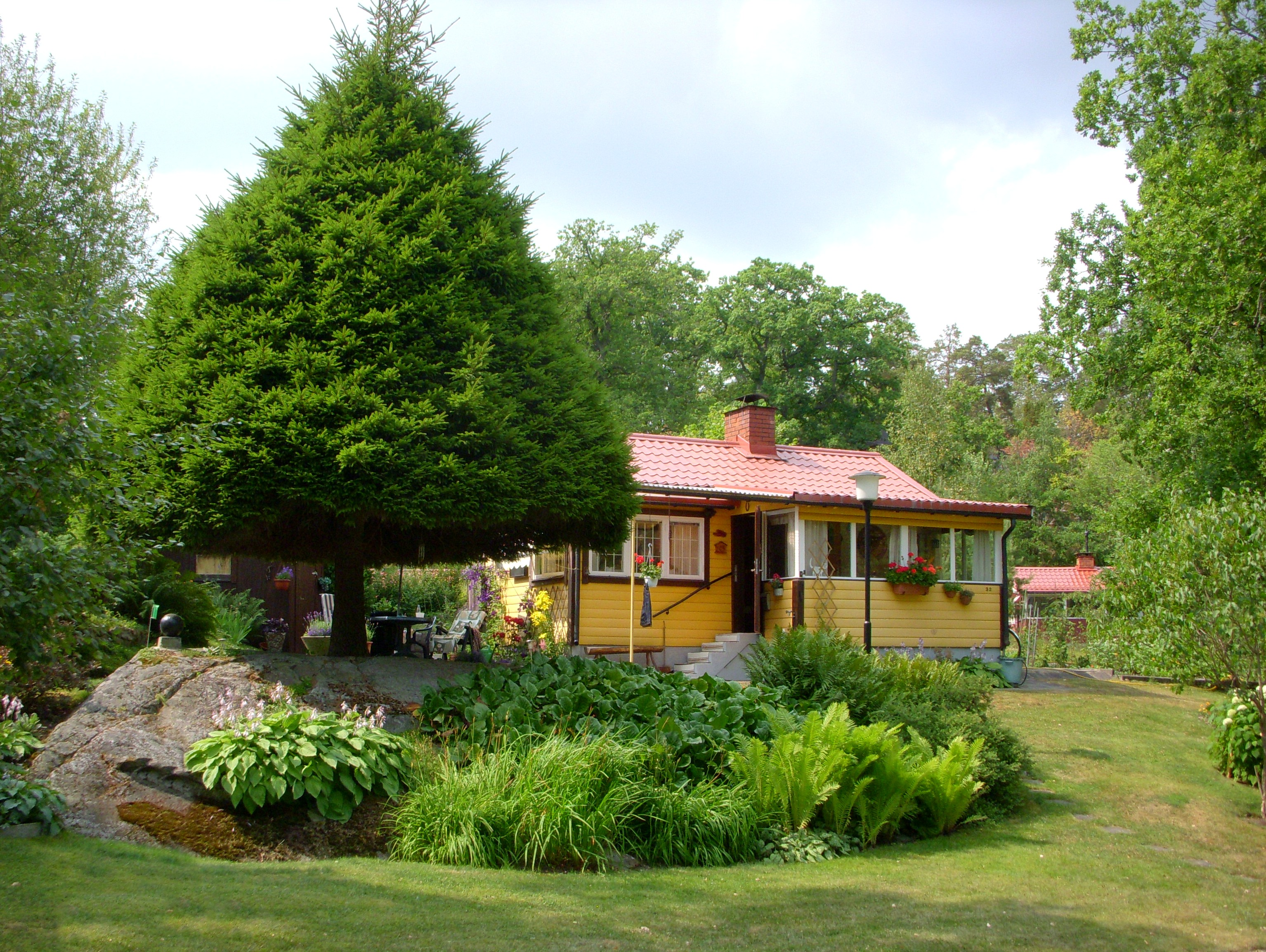
Odlarens koloniområde.
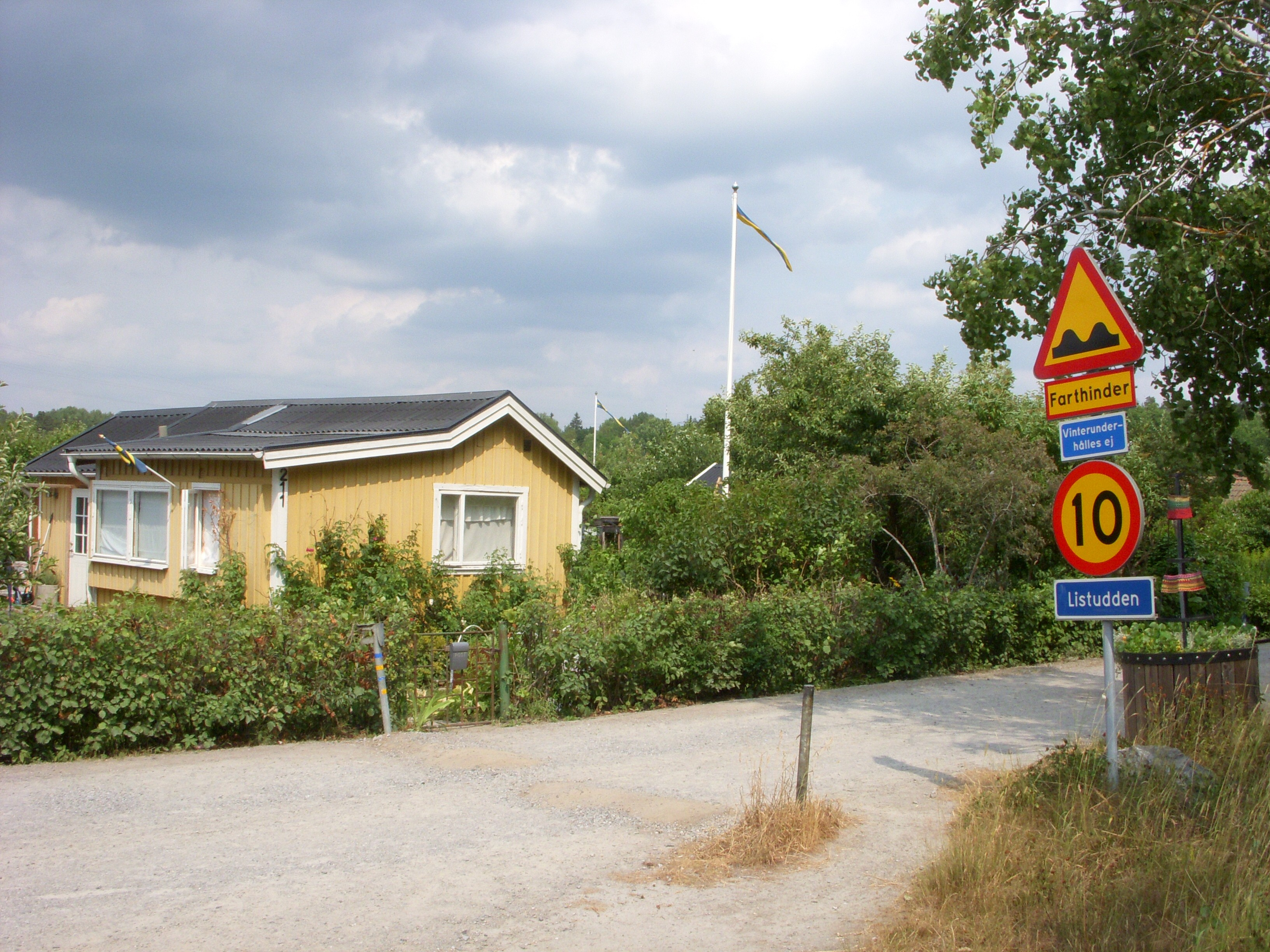
Listuddens koloniträdgårdsområde.
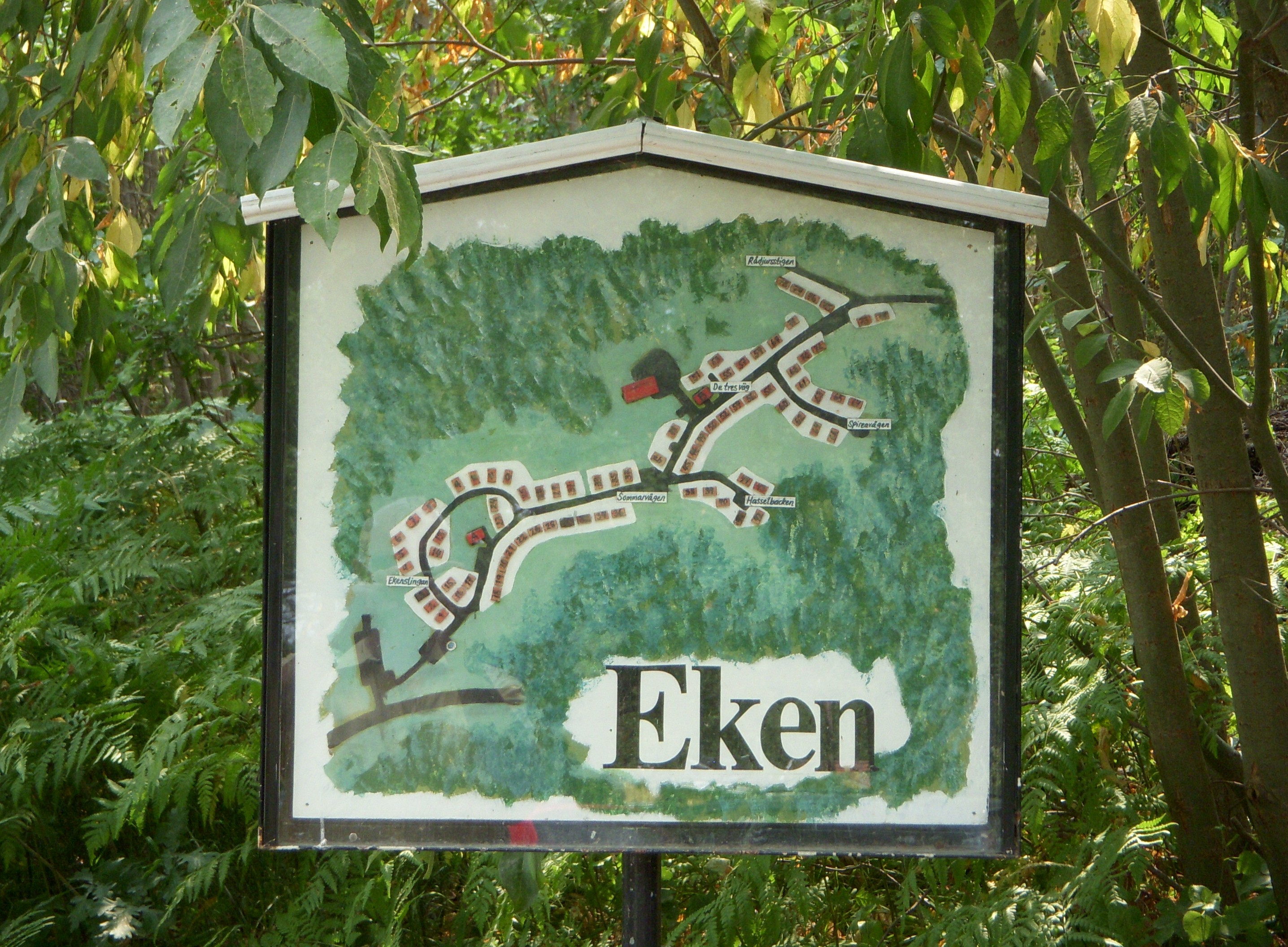
Ekens koloniområde.

## Demografi
Den 31 december 2018 hade stadsdelen 68 invånare.